# Đại học Dầu khí Ploieşti
Đại học Dầu khí Ploiești (Universității Petrol-Gaze din Ploiești, UPG) là trường đại học công lập tại Ploiești, Romania. Được thành lập năm 1948 dưới tên Học viện Dầu khí Romania (IPG Bucarest, 1948-1957) theo quyết định số 263-327 ký ngày 25 tháng 10 năm 1948 của Bộ trưởng Bộ giáo dục Romania khi đó, về sau đổi tên thành Học viện Dầu khí và Địa chất Bucarest (IPGG, 1957-1975), đến năm 1975 thì đổi tên thành Đại học Dầu khí Ploiești như hiện nay.
Đại học có trách nhiệm tiêu chuẩn hóa đào tạo & chuyên sâu  lĩnh vực dầu & khí tại Romania. Gồm các hệ đào tạo (tiếng Anh, Romania): Bằng cử nhân, Bằng tiến sĩ, Bằng thạc sĩ hoặc tương đương.

## Các bộ môn đào tạo
- Khoa nghệ thuật và khoa học Các lĩnh vực nghiên cứu: Quản trị, Hóa học, Nghiên cứu văn hóa, Anh, người Pháp, Toán học và Khoa học Máy tính, Những ngôn ngữ hiện đại, Triết học, Vật lý, Nghiên cứu thư ký.
- Khoa kinh tế Các lĩnh vực nghiên cứu: Kế toán, Khoa học máy tính, Kinh tế học, Tài chính, Sự quản lý.
- Khoa cơ khí và kỹ thuật điện Các lĩnh vực nghiên cứu: Tự động hóa và kiểm soát kỹ thuật, Kinh tế học, Kỹ thuật điện, Kỹ thuật điện tử, Chế tạo máy móc, Kỹ sư cơ khí, Thiết bị cơ khí và bảo trì.
- Khoa kỹ thuật dầu khí và kỹ thuật khí Các lĩnh vực nghiên cứu: Địa chất, Cơ khí dầu khí, Kỹ thuật sản xuất.
- Khoa hóa dầu Các lĩnh vực nghiên cứu: Hóa học ứng dụng, Kỹ thuật hóa học, Hóa học, Kỹ thuật môi trường.

Năm 1955, nhà trường đã chính thức tuyển sinh đào tạo sau đại học (hệ tiến sỹ) thời gian nghiên cứu là 3 năm cho 06 chuyên khoa của ngành công nghiệp Dầu mỏ (khép kín từ khâu đầu đến khâu cuối – Tìm kiếm thăm dò, khai thác, vận chuyển, chế tạo trang thiết bị đến chế biến tàng trữ, lọc hóa dầu đến khâu phân phối).

## Vai trò gắn với sự phát triển của Dầu khí Việt Nam
Từ năm 1955-1985, trong suốt chặng đường 30 năm, Nhà nước Việt Nam đã gửi khoảng 300 sinh viên theo học các khóa đào tạo ở tất cả các khoa của trường gồm:
- Khoa Tìm kiếm, thăm dò và địa chất dầu khí từ năm 1955 – 1978 có 112 sinh viên đã tốt nghiệp ở 12 khóa đào tạo (1962, 1963, 1964, 1968, 1971, 1972, 1973, 1974, 1975, 1976, 1977, 1978).
- Khoa công nghệ khoan sâu và khai thác dầu khí: khóa đầu tiên nhà trường IPGG – Bucaret đào tạo là 1966-1972 có 07 sinh viên tốt nghiệp và 08 khóa tiếp theo từ 1973-1985 thêm 23 sinh viên tốt nghiệp (tổng số là 30 sinh viên đã tốt nghiệp ở 09 khóa đào tạo).
- Khoa cơ khí và chế tạo máy: khóa đầu tiên 1965-1971 có 06 sinh viên tốt nghiệp, có tổng số 08 khóa với 30 sinh viên tốt nghiệp.
- Khoa công nghệ chế biến và hóa dầu: khóa đầu tiên 1964-1970 có 02 sinh viên tốt nghiệp, tổng số 10 khóa với 40 sinh viên tốt nghiệp.

Như vậy, từ năm 1955-1985 (30 năm) Việt Nam đã gửi và đã có 248 sinh viên tốt nghiệp các khóa của IPGG- Buc và UPG – Ploiesti. Những kỹ sư, tiến sỹ ngày nay là những cánh chim đầu đàn và là những cán bộ chủ chốt của ngành dầu khí Việt Nam và Petrolimex.